# Kasseler Berge

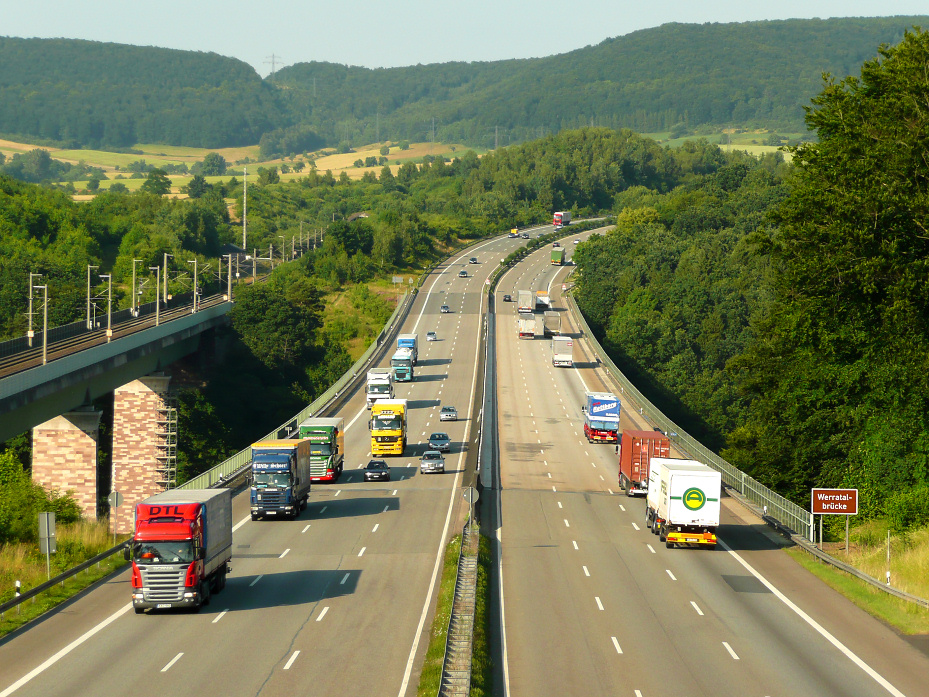
Werratalbrücke Hedemünden in den Kasseler Bergen

„Kasseler Berge“ ist ein von Kraftfahrern gebrauchter Begriff für die steilen Anstiege und Gefällstrecken  auf dem Autobahnabschnitt der A 7 von Göttingen über Kassel zum Kirchheimer Dreieck.

## Beschreibung
Die sechsspurig mit Standstreifen ausgebaute Autobahnstrecke durch das Hessische Bergland (durch den Sandwald, den Kaufunger Wald und das Knüllgebirge) ist von hohem Verkehrsaufkommen und häufigen Verkehrsstaus gekennzeichnet. Durch die veraltete Trassierung mit engen Kurvenradien, starken Steigungen von bis zu 8 % und vielen Steigungsänderungen kommt es besonders im Winter häufig zu Problemen, wie zahlreichen langsamen Fahrzeugen auf den rechten Fahrstreifen. 2003 wurde der Abschnitt von mehr als 60.000 Fahrzeugen pro Tag befahren.

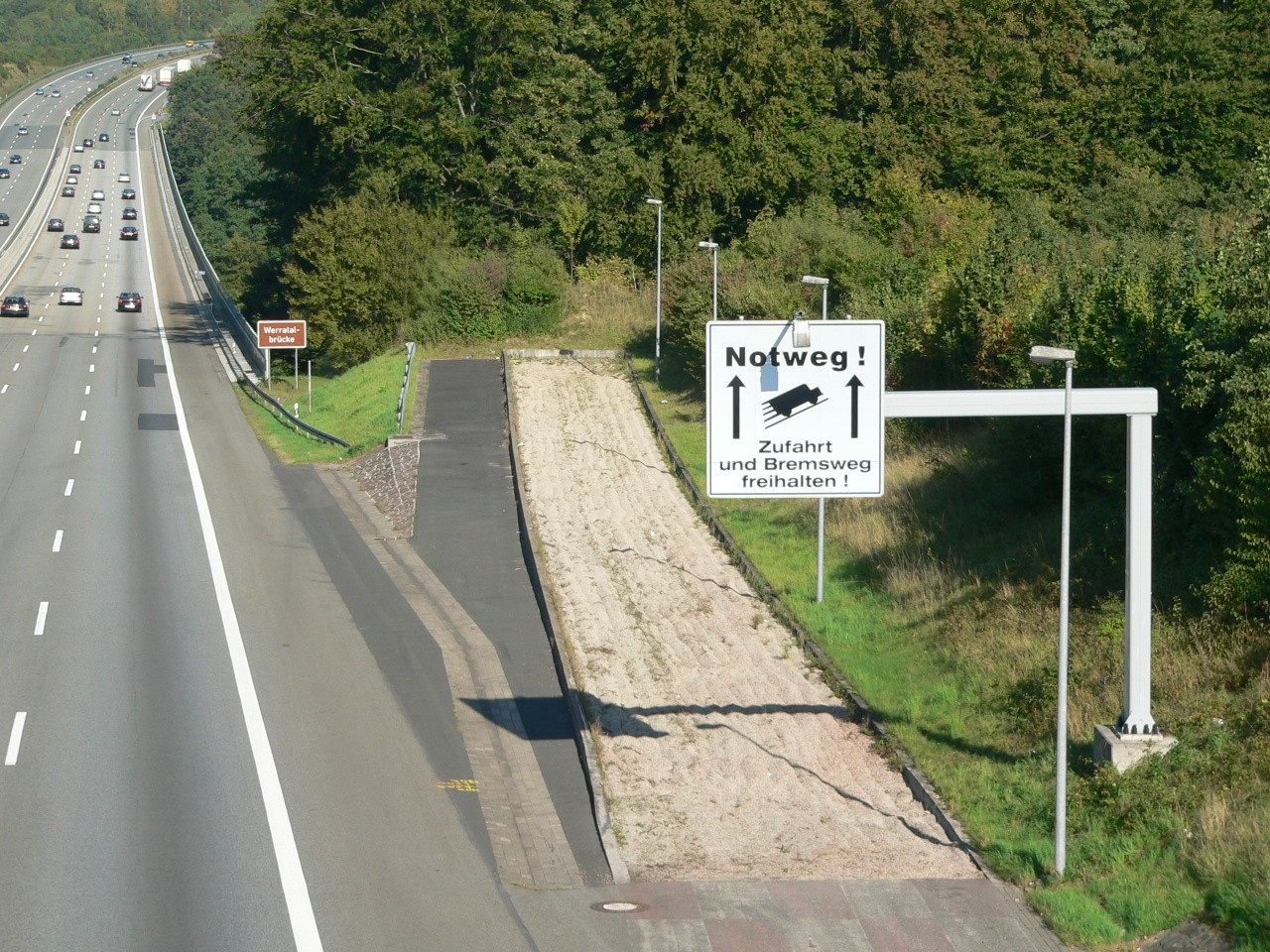
Notbremsweg für LKW am Ende der Gefällstrecke vor der Werratalbrücke der A 7 in Richtung Hannover

## Geschichte
Die ursprünglichen Pläne zum Autobahnbau zwischen Göttingen und Fulda sahen eine Verkehrsführung parallel zur Reichsstraße 27 über Eschwege statt Kassel vor. Ende 1933 wurde diese Planung zugunsten einer Demonstration der technischen Machbarkeit geändert und der touristische Aspekt mit Fernblicken von Hanglagen im Sinne der nationalsozialistischen Landschaftsästhetik betont. Dafür wurden Extremsteigungen von bis zu 8 Prozent in Kauf genommen. Im Jahr 1950 kritisierte Bundesverkehrsminister Hans-Christoph Seebohm diese Streckenführung wegen der steilen Anstiege als verkehrstechnisch unsinnig. Lkw-Fahrer, die die Kasseler Berge umgehen wollten, fuhren längs der Werra bis Eschwege, über Sontra nach Bebra und ab dort entlang der Fulda auf der B 27, die ab 2006 in Teilen für den Schwerlastverkehr gesperrt wurde.

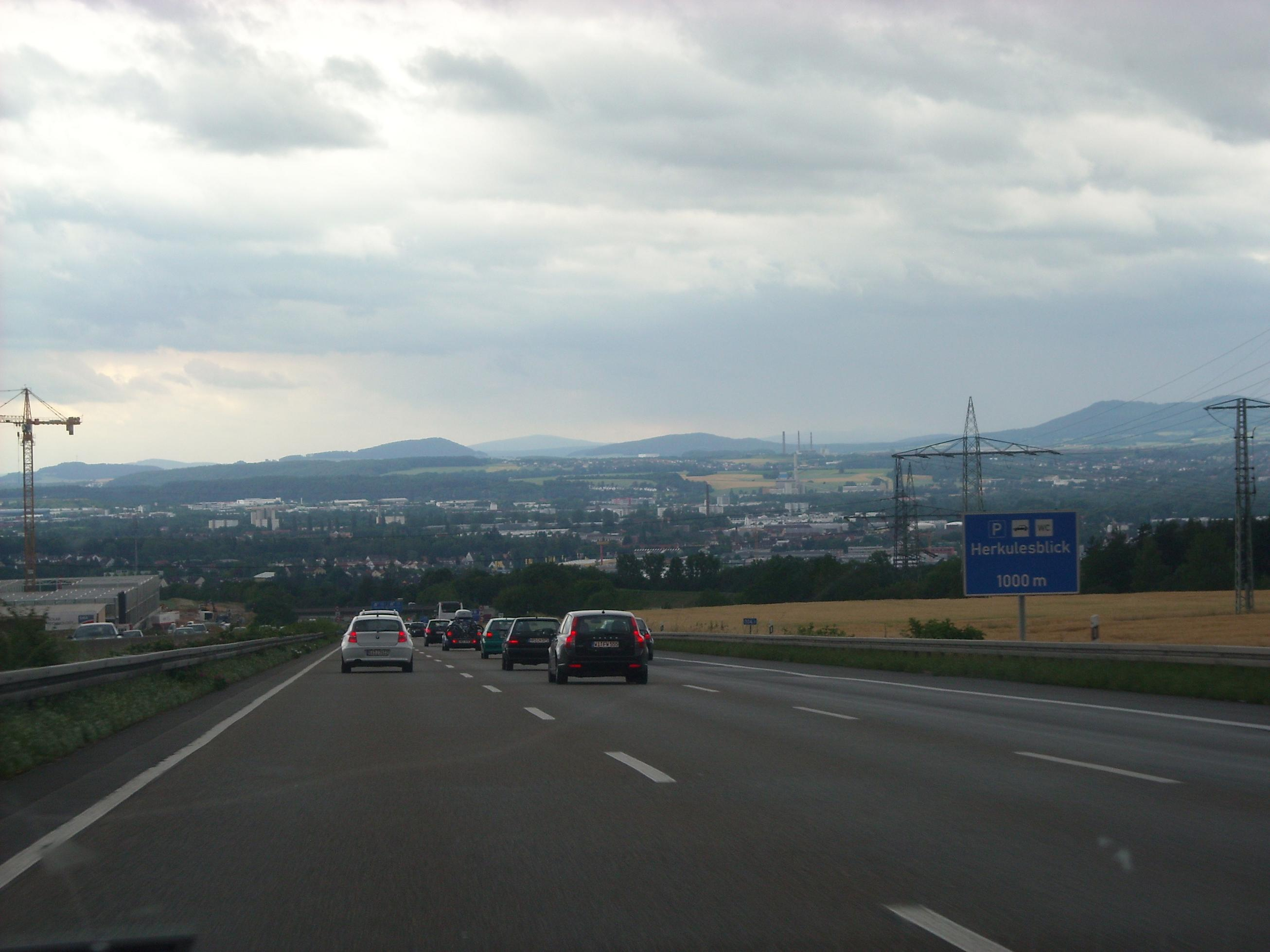
Der Blick Richtung Kassel von der A 7 aus, verdeutlicht den ursprünglichen Fokus auf Landschaftsästhetik

Seit März 2025 kann die Teilstrecke zwischen Kassel und dem Kirchheimer Dreieck in/aus Richtung Frankfurt durch die Autobahn A 49 umgangen werden. Seit Verkehrsfreigabe dieser Neubaustrecke nahm auch die Verkehrsdichte auf diesem Abschnitt der A 7 ab.